# Mason County, Washington
Mason County är ett administrativt område i delstaten Washington, USA, med 60 699 invånare. Den administrativa huvudorten (county seat) är Shelton.
Del av Olympic nationalpark ligger i countyt.

## Geografi
Enligt United States Census Bureau har countyt en total area på 2 722 km². 2 489 km² av den arean är land och 233 km² är vatten.

### Angränsande countyn
- Jefferson County, Washington - nordväst
- Kitsap County, Washington - nordöst
- Pierce County, Washington - öst/sydöst
- Thurston County, Washington - sydöst
- Grays Harbor County, Washington - sydväst

### Orter
- Belfair
- Shelton (huvudort)
- Union